# Brendan Guraliuk
Pour les articles homonymes, voir Guraliuk.
Brendan Guraliuk est un joueur de hockey sur gazon canadien évoluant au poste de milieu de terrain au Der Club an der Alster et avec l'équipe nationale canadienne.

## Biographie
Brendan est né le 14 mai 2000 à Vancouver dans la province de la Colombie-Britannique.

## Carrière
Il a été appelé en équipe nationale première en 2021 pour concourir aux Jeux olympiques d'été à Tokyo, au Japon,.

## Palmarès
- : 3e à la Coupe d'Amérique en 2022